# قره-آی (شهرستان تلاس)
قره-آی (به قرقیزی: Кара-Ой، قارا وي) یک روستا در قرقیزستان است که در شهرستان تلاس واقع شده‌است. قره-آی ۱٬۸۸۶ نفر جمعیت دارد و ۱٬۸۳۰ متر بالاتر از سطح دریا واقع شده‌است.